# Андроново (Кадуйский район)
Андроново — деревня в Кадуйском районе Вологодской области.
Входит в состав Никольского сельского поселения (до 2015 года была центром Андроновского сельского поселения), с точки зрения административно-территориального деления — центр Андроновского сельсовета.
Расположена на правом берегу реки Амбуй (приток Шулмы). Расстояние по автодороге до районного центра Кадуя — 38 км. Ближайшие населённые пункты — Брюхово, Мартюхино, Новинка, Панюково, Семенская, Чудиново.
По переписи 2002 года население — 192 человека (93 мужчины, 99 женщин). Преобладающая национальность — русские (90 %).